# Conditionnel passé
De conditionnel passé is de verleden tijd van de Franse voorwaardelijke wijs (conditionnel) die twee vormen kent. De betekenis komt in grote lijnen overeen met die van de voltooid toekomende tijd.

## 1e vorm
De meest voorkomende conditionnel passé wordt gevormd door de voorwaardelijke wijs van een van de hulpwerkwoorden (auxiliaire) être (zijn) of avoir (hebben) te combineren met het voltooid deelwoord van het hoofdwerkwoord. Deze vorm bestaat uit de stam ser- of aur- met een van de volgende uitgangen:
- -ais
- -ais
- -ait
- -ions
- -iez
- -aient

Voorbeeld: J'aurais joué - Ik zou gespeeld hebben

## 2e vorm
Een minder gebruikelijke vorm van de conditionnel passé wordt gevormd met behulp van een van de vormen van de subjonctif imparfait van avoir of être. Het gebruik van deze vorm is in modern Frans nagenoeg geheel beperkt tot de geschreven taal:
Voorbeeld: J'eusse été - Ik zou geweest zijn

## Congruentie
Het voltooid deelwoord wordt alleen bij vormen van être aan het geslacht van het onderwerp aangepast (het krijgt dan een van de uitgangen -e, -s of -es).